# Salon des Variétés (Amstelstraat)

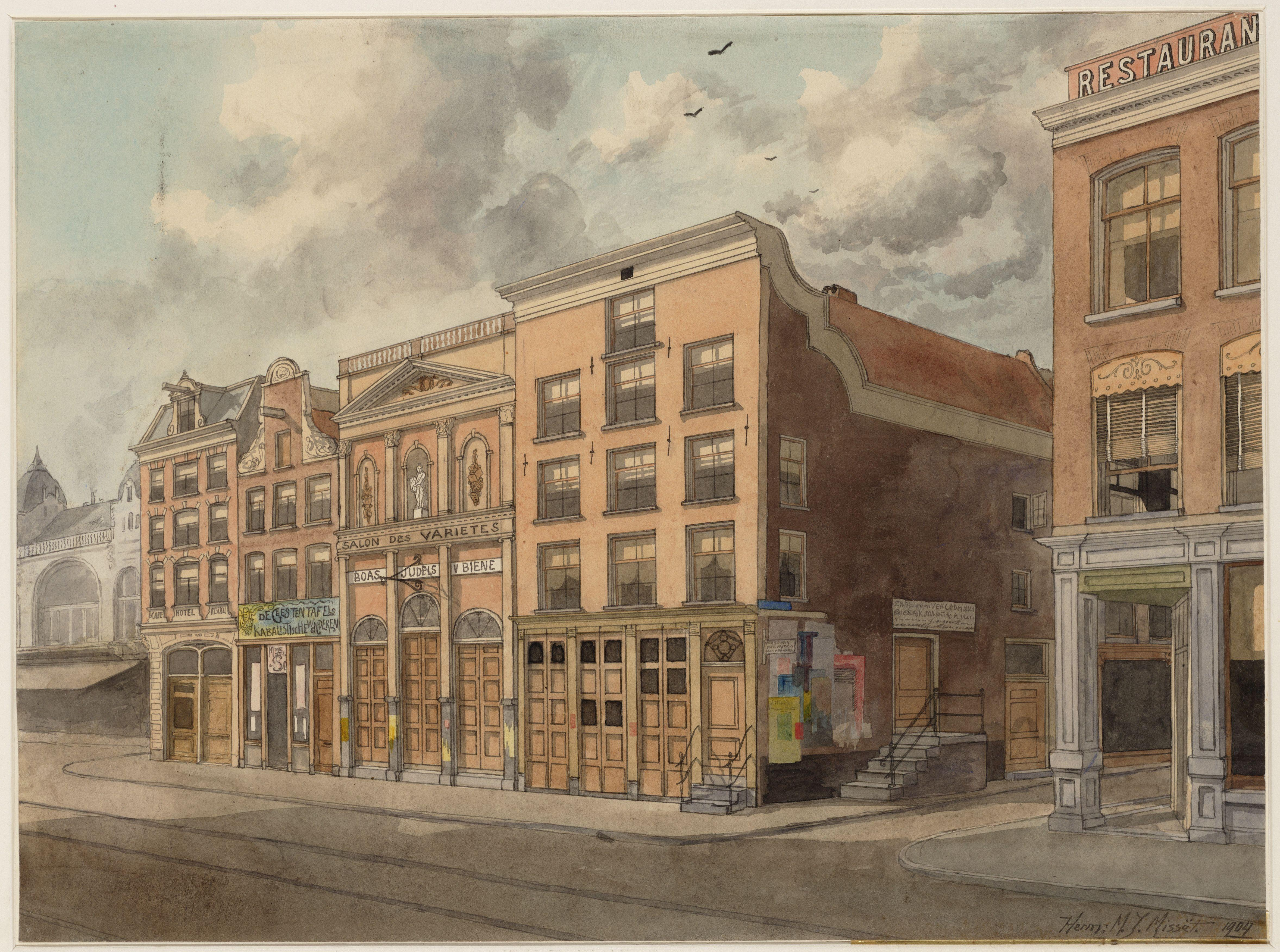
Salon des Variétés in der Amstelstraat

Salon des Variétés in der Amstelstraat war ein Varietéhaus im Amsterdam des 19. Jahrhunderts.
In Amsterdam bestand bereits seit 1839 ein Salon des Variétés am Nes. Als es zwischen dem Ensemble und dem Direktor Jean Eugène Duport zu einem Zerwürfnis über die Bezahlung kam, eröffneten die Schauspieler Nathan Judels, Samuel Kapper, Pierre Boas und Salomon van Biene 1844 ein eigenes Etablissement in der Amstelstraat 3 (zwischen Rembrandtplein und Pardenstraat, vormals eine Remise) und nannten dieses ebenfalls (Grand) Salon des Variétés. Zusammen mit dem Namen kopierten sie auch das Konzept, wobei sie im Verlauf auch französische Operetten hinzu nahmen. Die Aufführungen wurden hauptsächlich von den Bewohnern des jüdischen Viertels auf der anderen Seite der Amstel besucht.
Die ursprüngliche Fassade des Salon des Variétés war drei Joch breit, mit einem Tympanon und einer Nische mit einer Apollo-Statue. An der Fassade standen die Namen Boas, Judels und Van Biene. Nach 1851 wurden einige Nebengebäude erworben, dadurch wurde auch der Eingang verlegt.
Am 19. Dezember 1861 debütierte ein junger Schauspieler namens Louis Bouwmeester hier, stieg in den Jahren 1873 bis 1879 zum Leiter des Theaters auf und wurde zu einem der namhaftesten niederländischen Mimen; er blieb bei Judels und Boas noch bis 1886. Ebenfalls debütierte 1873 hier seine Schwester Theo Mann-Bouwmeester im historischen Drama Margot de bloemenverkoopster.
1877 verließ Judels das Theater und das Überleben des Hauses wurde schwieriger. In den Jahren 1892 und 1893 waren die dortigen Vorstellungen ein derart großes finanzielles Desaster, dass der Regisseur Kreukniet sich daraufhin ertränkte. 1894–1895 wurde es von der Nederlandsche Tooneelvereeniging bespielt.
Das Theater wechselte einige Male den Besitzer, zuletzt an den Eigentümer der Brauerei Stoombrouwerij ’t Haantje, welcher das Haus und ein angrenzendes Hotel (De Leeuw) zu einem Hotel mit Kaffeehaus unter dem Namen De Nieuwe Karseboom verband.